# 中臣烏賊津
中臣 烏賊津 （なかとみ の いかつ）は『日本書紀』等に伝わる古墳時代の豪族・中臣連の祖。『古事記』に記載はない。別名に中臣烏賊津使主（なかとみのいかつおみ）、雷大臣命（いかつおみのみこと）。『日本書紀』ではその系譜は明らかではないが、『続群書類従』所収の『松尾社家系図』によれば、臣狭山命の子で大小橋命・真根子命の父であるとするため、『尊卑分脈』に見える「跨耳命」と同一人物であると考えられる。『日本書紀』では「中臣」を冠するが、烏賊津使主の時代には中臣と名乗っていなかったとされる。

## 記録
『日本書紀』巻第八によると、仲哀天皇の急逝に際し、
そのようにした上で、皇后の気長足姫（のちの神功皇后）は・中臣烏賊津連・大三輪大友主君（おおみわ の おおともぬし の きみ）・物部胆咋連（もののべ の いくい の むらじ）、大伴武以連（おおとも の たけもつ の むらじ）に、「天皇がなくなったことを百姓（＝人民）に知らせてはならない」と断った上で、百寮を率いさせ、宮中を守らせた、という。
『書紀』巻第九によると、皇后は、それから罪を払い、過ちを改めて、斎宮（いわいのみや）を定めた後で、一ヶ月後、吉日を選んで、斎宮に入って、自分から神主となり、武内宿禰に命じて琴をひかせ、「中臣烏賊津使主」（なかとみ の いかつ の おみ）を呼んで、審神者（さにわ＝神慮を審察する人）とした。そして、
7日7夜かけて、ついにその答えがあった、という。「中臣」とは「中つ臣」の略で、神と人との仲介をするという意味なのだが、その名にふさわしい功績をあげている。
なお、『書紀』十三によると、その後、允恭天皇の朝廷にも舎人の「中臣烏賊津使主」という人物が登場するのであるが、同名異人であるとも、伝承の混乱であるとも言われている。『新撰姓氏録』の中臣志斐連、神奴連の系譜では、天児屋命からの世代数にはそれぞれ若干の異同があり、烏賊津に該当する人物は、「伊賀津」と「雷大臣命」の2名になるが、壱伎直、生田首の雷大臣は世代数や系図からも崇神天皇の二世代前の人物である伊香津臣命（伊香迹臣命）であり、類似した名称を持つ人物である。飯田武郷の「日本書紀通釈」は時代と身分が異なるとしており、河村秀根の「書紀集解」は祖父の名をもって、舎人として仕えた、としている。
その内容は、皇后忍坂大中姫の妹、衣通郎姫を呼ぶ使いの役割を果たしたいきさつである。
さらに、『続日本紀』巻第三十六にでは、781年、栗原勝子（くりはらのすぐりこ）という人が、自分たちの先祖の「伊賀津臣」が神功皇后の時に百済人の女性と子をなした、という話を朝廷に言上している。この書においては天御中主命の二十世孫とされ、意美佐夜麻の子と記される。
『尊卑分脈』では「初めて卜部姓を賜う」、「雷大臣命は、足中彦天皇の朝廷のとき、大兆の道を習い、亀卜の術に達し、卜部の姓を賜りその事で供奉せしむ」とある。

## 対馬での伝承
対馬には雷大臣命に関する伝承がいくつか存在する。
- 厳原町豆酘の雷神社は新羅征討からの帰還後に雷大臣命が邸宅を構えた場所であり、雷大臣命はそこで朝鮮からの入貢を掌り、祝官として祭祀の礼や亀卜の術を伝えたという。
- 厳原町阿連の雷命神社の社家である橘家は雷大臣命の末裔である。
- 美津島町加志の太祝詞神社には雷大臣命の墓がある。
- 上対馬町大増の霹靂神社は雷大臣命が新羅から帰還したときに上陸した地（浜久須）である。
- 上対馬町芦見の能理刀神社は雷大臣命が亀卜を行った場所である。

## 系譜
父は臣狭山命で、子に大小橋命、伊岐宿禰の祖・真根子命がいる。また百済（『神社明細帳』では新羅）の女を娶って栗原連の祖・日本大臣命を生んでいる。